# Soundtracker (dịch vụ nghe nhạc trực tuyến)
SoundayMusic (trước đây là Soundtracker) là ứng dụng stream nhạc trực tuyến di động qua mạng địa lí cho phép người dùng nghe và theo dõi bài hát mà bạn bè và hàng xóm của họ đang phát trong thời gian thực. Dịch vụ với hơn 2 triệu bài hát và cho phép người dùng tạo "đài phát nhạc" khi lựa chọn các bài hát từ tối đa ba nghệ sĩ hoặc lựa chọn từ các thể loại nhạc. Trong phiên bản miễn phí, người dùng có thể tạo tối đa 10 trạm phát cá nhân hóa, xem các đài đang được phát gần đó trong thời gian thực và tương tác với những người dùng khác thông qua trò chuyện tức thì.
Dịch vụ đăng kí trả phí cho phép người dùng loại bỏ hết các quảng cáo và tạo các đài phát với số lượng không bị giới hạn. Dịch vụ được ra mắt vào năm 2009 bởi Soundtracker, và tính đến tháng 12 năm 2014 đã thu về 1.3 triệu tài khoản đăng kí. Soundtracker khả dụng với App Store, Android Google Play, Windows Phone Store, Windows store, Google Glass, BlackBerry World, Samsung Apps, Amazon Appstore, Nook và Samsung Smart TV, cùng 10 ngôn ngữ: tiếng Anh, tiếng Tây Ban Nha, tiếng Pháp, tiếng Đức, tiếng Bồ Đào Nha, tiếng Ý, tiếng Trung giản thể, tiếng Nhật, tiếng Hàn và tiếng Nga.
Soundtracker đã được đăng kí nhãn hiệu.

## Ban đầu
Công ty được thành lập vào cuối năm 2008 bởi một đội sản xuất của Daniele Calabrese cùng 25 nhà thiết kế đồ hoạ và phát triển phần mềm. Soundtracker hoạt động lần đầu vào năm 2010 tạo San Francisco, và ngày nay có văn phòng tại Washington DC và Cagliari, Italy.

## Phát triển
Nền tảng di động đầu tiên, iOS, đã được phát triển bởi Daniele Calabrese và đội của ông tại Thung lũng Silicon năm 2009. Khi mới ra mắt, ứng dụng trên iOS đã có 13 triệu bài hát và cho phép tính năng gắn thẻ địa lý.
Năm 2010 cả đội đã di chuyển đến Boston, nơi phát triển các tính năng như đài phát, thông báo đẩy, tương tác với người nghe lân cận và lập ra ứng dụng cho hệ điều hành Windows Phone 7. Cũng trong năm 2010, một trang web đã được ra mắt để cung cấp quyền truy cập cho người dùng không di động, và ứng dụng đã có trên các nền tảng Android, Java, Windows 7 và BlackBerry.
Năm 2011 ứng dụng đã được tích hợp với Facebook, Twitter, Foursquare và Songkick.
Nửa cuối năm 2013, một hệ thống mua hàng trong ứng dụng và đăng ký cao cấp đã được triển khai cho phép người dùng tạo số lượng các đài phát không giới hạn.
Tháng 6 năm 2014 Soundtracker ra mắt Autodiscovery, một nút có khả năng phát hiện ra âm nhạc được phát trong một khu vực nhất định.
Tháng 10 năm 2014, ứng dụng đã khởi chạy quảng cáo trên Facebook và Twitter dựa trên vị trí và mức độ gần gũi của người dùng mạng xã hội.

## Tính năng

### Danh sách phát
Soundtracker cho phép người dùng tạo danh sách phát bằng cách chọn nghệ sĩ hay thể loại yêu thích hoặc sử dụng tính năng Autodiscovery. Mỗi danh sách phát có nhạc mới dựa trên một thuật toán khám phá âm nhạc. Các danh sách phát được định vị địa lý và người dùng có thể xem những danh sách phát đang được phát xung quanh họ trên bản đồ.

### Autodiscovery
Tháng 6 năm 2014 Soundtracker ra mắt tính năng Autodiscovery, khả dụng trên cả nền tảng iOS và Android. Giống với Shazam, ứng dụng phân tích một bài hát đang được phát bất kì và cung cấp cho người dùng các thông tin chi tiết của nó. Nó cung cấp tùy chọn tạo đài phát, mua nhạc từ iTunes hoặc Google Play Music hoặc xem các video âm nhạc liên quan trên YouTube.

### Proximity
Tháng 9 năm 2014 Soundtracker hoàn thành tính năng Proximity cho phép người dùng có thể nghe các bản nhạc của những người gần đó trong thời gian thật. Sử dụng tùy chọn phát trực tiếp, người dùng có thể gặp những người xung quanh bằng cách tham gia điều chỉnh vào cái đài phát của họ. Proximity được triển khai bằng cách sử dụng đăng kí không dây, là dịch vụ đăng ký đầu tiên cho các tên và định danh không dây trên toàn cầu.

### Tích hợp mạng xã hội
Soundtracker được tích hợp với hầu hết các mạng xã hội, như Facebook và Twitter. Vị trí địa lý và thẻ địa lý khả dụng vì ứng dụng đã tích hợp với Foursquare và Songkick cung cấp các cập nhật mới nhất về các buổi hòa nhạc hoặc chương trình trực tiếp của các nghệ sĩ được chọn.

### Phân tích nền tảng
Soundtracker thu thập dữ liệu của người dùng và kết hợp nó với các nguồn dữ liệu khác để tạo ra thông tin có thể được lấy ra và lọc bởi các công cụ nghiệp vụ thông minh.

## Mô hình doanh thu
Sounstracker là một dịch vụ phát nhạc trực tuyến với doanh thu dựa vào quảng cáo, và có cung cấp các tùy chọn đăng ký trả phí để loại bỏ quảng cáo.

### Quảng cáo
Tháng 10 năm 2014, ngoài các biểu ngữ quảng cáo truyền thống đã có trong ứng dụng, Soundtracker còn triển khai quảng cáo trong ứng dụng với Facebook Audience Network và Twitter Mopub.

### Gói đăng kí
Soundtracker đưa ra hai loại kế hoạch: cơ bản và cao cấp. Kế hoạch cơ bản cho phép người dùng tạo đến 10 đài phát miễn phí với các bài hát từ danh mục nhạc. Kế hoạch cao cấp bao gồm việc không có quảng cáo và cho phép người dùng tạo ra một số lượng đài phát không giới hạn, nghe các bản nhạc đứng đầu bảng xếp hạng do người dùng bầu chọn ở bảy quốc gia được chia theo thể loại âm nhạc.

### Tiền bản quyền
Soundtracker là một quản trị viên mạng không tương tác với giấy phép bắt buộc từ các hiệp hội bản quyền và quyền được phép sử dụng bất kỳ bài hát hoặc bản thu âm nào đã được phát hành ra công chúng. Soundtracker trả tiền cho các hiệp hội bản quyền như ASCAP, BMI và SESAC với phần tiền bản quyền chiếm từ 3% đến 5% trong tổng doanh thu. Soundtracker cũng đàm phán trực tiếp với các hãng thu âm và nghệ sĩ độc lập.